# Österreichischer Fußball-Cup 2023/24

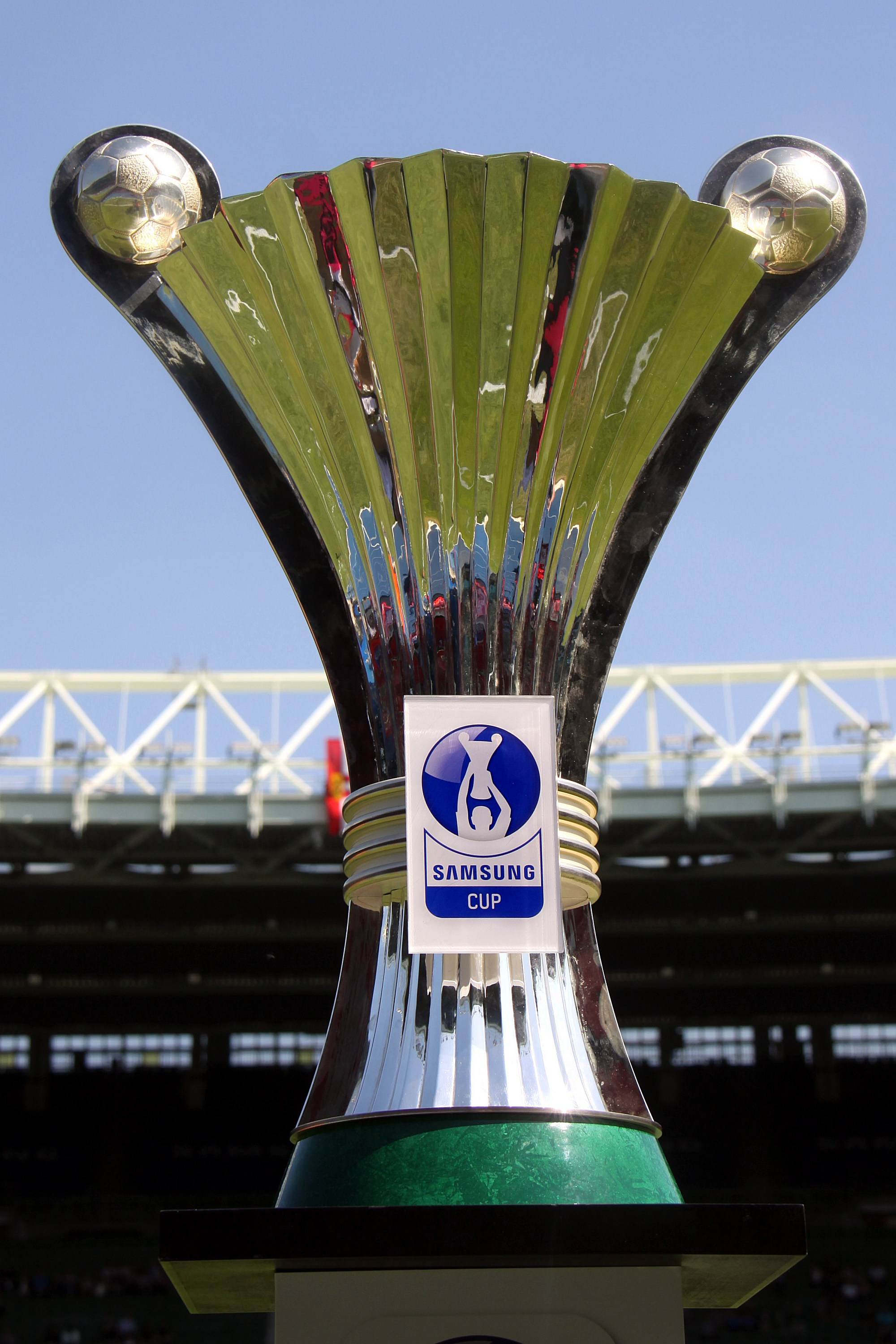
Siegestrophäe für Vereine: ÖFB-Pokal

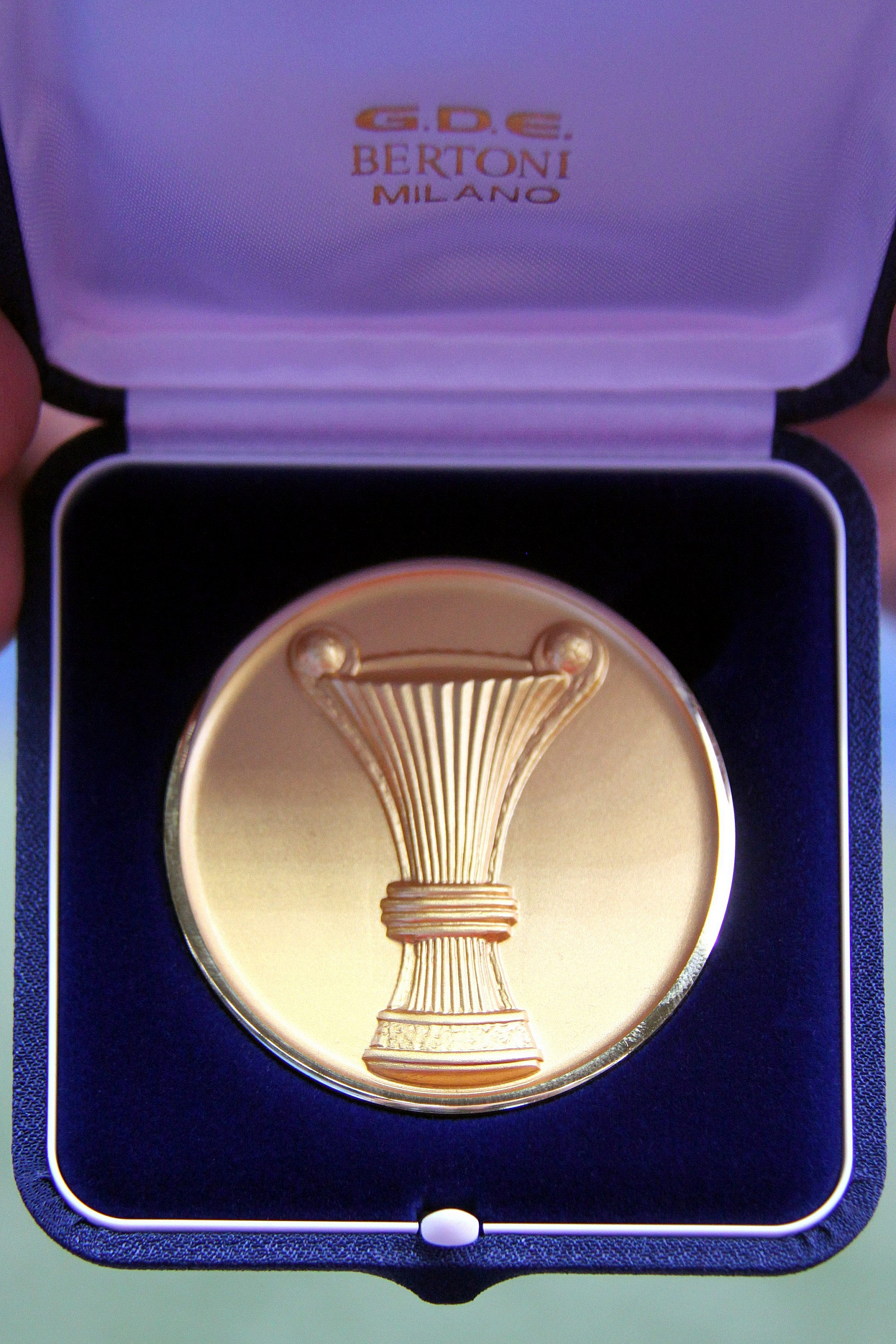
Siegermedaille für Spieler

Der Cup des Österreichischen Fußball-Bundes wird in der Saison 2023/24 zum 89. Mal ausgespielt. Die offizielle Bezeichnung des Wettbewerbs lautet nach dem Bewerbssponsor Uniqa, der seit 2017 den Bewerb unterstützt, „Uniqa ÖFB Cup“. Der Slogan des Bewerbs lautet „#GlaubeWilleMut“ (bis 2017 „Tore für Europa“). Der Sieger ist berechtigt, an der UEFA Europa League 2024/25 teilzunehmen. Sollte der Pokalsieger schon für die UEFA Champions League qualifiziert sein, so nimmt der Tabellenvierte der Meisterschaft 2023/24 an der Qualifikation für die UEFA Conference League teil.
Titelverteidiger ist der SK Sturm Graz, der zuletzt den SK Rapid Wien mit 2:0 besiegte. Torschützenkönig des letzten Jahres war Manprit Sarkaria (Sturm) mit sechs Treffern.

## Teilnehmer
An der ersten Runde nehmen 64 Mannschaften teil. Aus dem Profi-Bereich nehmen die zwölf Mannschaften der Bundesliga und 14 der 16 Mannschaften der 2. Liga teil. Die Zweitmannschaften bzw. Farmteams von Bundesligisten (FC Liefering und SK Sturm Graz II) sind nicht spielberechtigt.
Die restlichen Plätze wurden nach einem festgelegten Schlüssel auf Amateurvereine in den Landesverbänden aufgeteilt:
- 6 Mannschaften:
  - Niederösterreichischer Fußballverband
- 5 Mannschaften:
  - Oberösterreichischer Fußballverband
  - Steirischer Fußballverband
- 4 Mannschaften:
  - Burgenländischer Fußballverband
  - Kärntner Fußballverband
  - Tiroler Fußballverband
  - Wiener Fußball-Verband
- 3 Mannschaften:
  - Salzburger Fußballverband
  - Vorarlberger Fußballverband

| Bundesliga (12) | 2. Liga (14) | Landescupsieger (9) |
| --- | --- | --- |
| - SCR Altach - SK Sturm Graz (C) - TSV Hartberg - SK Austria Klagenfurt - LASK - FC Blau-Weiß Linz - SC Austria Lustenau - FC Red Bull Salzburg (M) - WSG Tirol - FK Austria Wien - SK Rapid Wien - Wolfsberger AC | - SKU Amstetten - Schwarz-Weiß Bregenz - FC Dornbirn 1913 - Floridsdorfer AC - Grazer AK - SV Horn - Kapfenberger SV - SV Lafnitz - DSV Leoben - FC Admira Wacker Mödling - SV Ried - SKN St. Pölten - SV Stripfing - First Vienna FC | - FV Austria XIII (W, LL) - SV Bad Schallerbach (OÖ, LL) - SV Haitzendorf (NÖ, LL) - SC Imst (T, RL) - SAK Klagenfurt (K, LL) - SC-ESV Parndorf 1919 (B, LL) - SV Austria Salzburg (S, RL) - SC Weiz (ST, RL) - FC Wolfurt (V, RL) |
| Regionalliga Ost (11) | Regionalliga Mitte (9) | Regionalliga West (7) |
| - SCU Ardagger - ASV Draßburg - Favoritner AC - Kremser SC - SV Leobendorf - FC Marchfeld Donauauen - SC Neusiedl am See - SV Oberwart - FCM Traiskirchen - TWL Elektra - SR Donaufeld Wien                        | - TuS Bad Gleichenberg - Deutschlandsberger SC - Union Gurten - ASK Klagenfurt - USV St. Anna - SK Vorwärts Steyr - ASK Voitsberg - SV Wallern - WSC Hertha Wels                                                                      | - SK Bischofshofen - VfB Hohenems - FC Kufstein - SVG Reichenau - SC Röthis - FC Pinzgau Saalfelden - SPG Silz/Mötz |
| Landesligen (2) | | |
| - ATUS Ferlach (K) - SV Spittal/Drau (K) | | |

## Terminkalender
Gemäß Rahmenterminplan 2023/24 wurden folgende Spieltermine fixiert:
- 1. Runde: 21. bis 23. Juli 2023
- 2. Runde: 26. bis 28. September 2023
- Achtelfinale: 31. Oktober bis 2. November 2023
- Viertelfinale: 9. bis 11. Februar 2024
- Halbfinale: 2. bis 4. April 2024
- Finale: 1. Mai 2024

## 1. Runde

### Auslosungsmodus
Die Auslosung der ersten Runde erfolgte am 25. Juni 2023 durch Johannes Aigner und Veronika Aigner. Die Auslosung wurde vom ORF live übertragen.

### Paarungen der 1. Runde
Die Spiele der 1. Runde waren für Donnerstag, 20., Freitag, 21., Samstag, 22., und Sonntag, 23. Juli 2023 angesetzt.
| Datum / Zuschauer  | Liga | Liga | Liga | Heimmannschaft | | Gastmannschaft | Ergebnis |
| ------------------ | --- | --- | --- | --- | --- | --- | --- |
| 20.07.2023 / 421   | RL | – | 2L | SC Neusiedl am See | – | SV Lafnitz | 1:4 (0:3) |
| SR: Radev          | Torschützen: | Torschützen: | Torschützen: | 0:1 (6.) André Leipold, 0:2 (13.) Jurica Poldrugač, 0:3 (28.) Jurica Poldrugač, 1:3 (68., Elfmeter) Sebastian Toth, 1:4 (87.) Philipp Siegl | 0:1 (6.) André Leipold, 0:2 (13.) Jurica Poldrugač, 0:3 (28.) Jurica Poldrugač, 1:3 (68., Elfmeter) Sebastian Toth, 1:4 (87.) Philipp Siegl | 0:1 (6.) André Leipold, 0:2 (13.) Jurica Poldrugač, 0:3 (28.) Jurica Poldrugač, 1:3 (68., Elfmeter) Sebastian Toth, 1:4 (87.) Philipp Siegl | 0:1 (6.) André Leipold, 0:2 (13.) Jurica Poldrugač, 0:3 (28.) Jurica Poldrugač, 1:3 (68., Elfmeter) Sebastian Toth, 1:4 (87.) Philipp Siegl |
| 21.07.2023 / 1.000 | RL | – | BL | SC Röthis | – | LASK | 0:6 (0:1) |
| SR: Altmann        | Torschützen: | Torschützen: | Torschützen: | 0:1 (24.) Marin Ljubičić, 0:2 (50.) Moussa Koné, 0:3 (57.) Moussa Koné, 0:4 (68.) Ibrahim Mustapha, 0:5 (84.) Philipp Ziereis, 0:6 (86.) Thomas Goiginger : Felix Schöch (Röthis, 21.) | 0:1 (24.) Marin Ljubičić, 0:2 (50.) Moussa Koné, 0:3 (57.) Moussa Koné, 0:4 (68.) Ibrahim Mustapha, 0:5 (84.) Philipp Ziereis, 0:6 (86.) Thomas Goiginger : Felix Schöch (Röthis, 21.) | 0:1 (24.) Marin Ljubičić, 0:2 (50.) Moussa Koné, 0:3 (57.) Moussa Koné, 0:4 (68.) Ibrahim Mustapha, 0:5 (84.) Philipp Ziereis, 0:6 (86.) Thomas Goiginger : Felix Schöch (Röthis, 21.) | 0:1 (24.) Marin Ljubičić, 0:2 (50.) Moussa Koné, 0:3 (57.) Moussa Koné, 0:4 (68.) Ibrahim Mustapha, 0:5 (84.) Philipp Ziereis, 0:6 (86.) Thomas Goiginger : Felix Schöch (Röthis, 21.) |
| 21.07.2023 / 1.700 | LL | – | BL | SV Spittal/Drau | – | FK Austria Wien | 0:7 (0:4) |
| SR: Florian Jäger  | Torschützen: | Torschützen: | Torschützen: | 0:1 (12.) Haris Tabaković, 0:2 (35.) Manfred Fischer, 0:3 (38.) James Holland, 0:4 (45+3.) Aleksandar Jukic, 0:5 (57.) Manfred Fischer, 0:6 (79.) Muharem Huskovic, 0:7 (87.) Dominik Fitz | 0:1 (12.) Haris Tabaković, 0:2 (35.) Manfred Fischer, 0:3 (38.) James Holland, 0:4 (45+3.) Aleksandar Jukic, 0:5 (57.) Manfred Fischer, 0:6 (79.) Muharem Huskovic, 0:7 (87.) Dominik Fitz | 0:1 (12.) Haris Tabaković, 0:2 (35.) Manfred Fischer, 0:3 (38.) James Holland, 0:4 (45+3.) Aleksandar Jukic, 0:5 (57.) Manfred Fischer, 0:6 (79.) Muharem Huskovic, 0:7 (87.) Dominik Fitz | 0:1 (12.) Haris Tabaković, 0:2 (35.) Manfred Fischer, 0:3 (38.) James Holland, 0:4 (45+3.) Aleksandar Jukic, 0:5 (57.) Manfred Fischer, 0:6 (79.) Muharem Huskovic, 0:7 (87.) Dominik Fitz |
| 21.07.2023 / 800   | RL | – | 2L | ASK Voitsberg | – | First Vienna FC | 1:2 n. V. (1:0, 1:1) |
| SR: Macanovic      | Torschützen: | Torschützen: | Torschützen: | 1:0 (1.) Stefan Sulzer, 1:1 (70.) Christoph Monschein, 1:2 (118.) Christoph Monschein | 1:0 (1.) Stefan Sulzer, 1:1 (70.) Christoph Monschein, 1:2 (118.) Christoph Monschein | 1:0 (1.) Stefan Sulzer, 1:1 (70.) Christoph Monschein, 1:2 (118.) Christoph Monschein | 1:0 (1.) Stefan Sulzer, 1:1 (70.) Christoph Monschein, 1:2 (118.) Christoph Monschein |
| 21.07.2023 / 800   | RL | – | 2L | Deutschlandsberger SC | – | Kapfenberger SV | 5:6 n. E. (0:0, 1:1; 1:1) |
| SR: Fluch          | Torschützen: | Torschützen: | Torschützen: | 0:1 (67.) Tobias Mandler, 1:1 (87.) Niko Tisaj | 0:1 (67.) Tobias Mandler, 1:1 (87.) Niko Tisaj | 0:1 (67.) Tobias Mandler, 1:1 (87.) Niko Tisaj | 0:1 (67.) Tobias Mandler, 1:1 (87.) Niko Tisaj |
| 21.07.2023 / 980   | RL | – | 2L | SC Imst (LC) | – | Schwarz-Weiß Bregenz | 2:0 (1:0) |
| SR: Schnur         | Torschützen: | Torschützen: | Torschützen: | 1:0 (26.) Stefan Lorenz, 2:0 (90+1.) Stefan Lorenz | 1:0 (26.) Stefan Lorenz, 2:0 (90+1.) Stefan Lorenz | 1:0 (26.) Stefan Lorenz, 2:0 (90+1.) Stefan Lorenz | 1:0 (26.) Stefan Lorenz, 2:0 (90+1.) Stefan Lorenz |
| 21.07.2023 / 700   | LL | – | BL | SV Bad Schallerbach (LC) | – | WSG Tirol | 2:3 n. V. (1:1, 1:1) |
| SR: Gmeiner        | Torschützen: | Torschützen: | Torschützen: | 0:1 (20.) Aleksander Buksa, 1:1 (31.) Alexander Fröschl, 1:2 (96.) Valentino Müller, 2:2 (111.) Miliam Guerrib, 2:3 (114.) Aleksander Buksa : Justin Forst (Tirol, 102.) | 0:1 (20.) Aleksander Buksa, 1:1 (31.) Alexander Fröschl, 1:2 (96.) Valentino Müller, 2:2 (111.) Miliam Guerrib, 2:3 (114.) Aleksander Buksa : Justin Forst (Tirol, 102.) | 0:1 (20.) Aleksander Buksa, 1:1 (31.) Alexander Fröschl, 1:2 (96.) Valentino Müller, 2:2 (111.) Miliam Guerrib, 2:3 (114.) Aleksander Buksa : Justin Forst (Tirol, 102.) | 0:1 (20.) Aleksander Buksa, 1:1 (31.) Alexander Fröschl, 1:2 (96.) Valentino Müller, 2:2 (111.) Miliam Guerrib, 2:3 (114.) Aleksander Buksa : Justin Forst (Tirol, 102.) |
| 21.07.2023 / 400   | RL | – | BL | FCM Traiskirchen | – | SCR Altach | 1:2 (1:0) |
| SR: Ciochirca      | Torschützen: | Torschützen: | Torschützen: | 1:0 (24.) Niklas Schneider, 1:1 (76.) Gustavo Santos, 1:2 (84.) Lukas Fadinger | 1:0 (24.) Niklas Schneider, 1:1 (76.) Gustavo Santos, 1:2 (84.) Lukas Fadinger | 1:0 (24.) Niklas Schneider, 1:1 (76.) Gustavo Santos, 1:2 (84.) Lukas Fadinger | 1:0 (24.) Niklas Schneider, 1:1 (76.) Gustavo Santos, 1:2 (84.) Lukas Fadinger |
| 21.07.2023 / 300   | RL | – | RL | FC Marchfeld Donauauen | – | SC Weiz (LC) | 4:2 n. E. (1:1, 1:1; 1:1) |
| SR: Greinecker     | Torschützen: | Torschützen: | Torschützen: | 0:1 (6., Elfmeter) Jan Ostermann, 1:1 (17., Eigentor) Lukas Hirner | 0:1 (6., Elfmeter) Jan Ostermann, 1:1 (17., Eigentor) Lukas Hirner | 0:1 (6., Elfmeter) Jan Ostermann, 1:1 (17., Eigentor) Lukas Hirner | 0:1 (6., Elfmeter) Jan Ostermann, 1:1 (17., Eigentor) Lukas Hirner |
| 21.07.2023 / 550   | LL | – | RL | SC-ESV Parndorf 1919 (LC) | – | ASV Draßburg | 0:5 (0:2) |
| SR: Baumann        | Torschützen: | Torschützen: | Torschützen: | 0:1 (6.) Nedim Muratcehajic, 0:2 (39.) Tobias Meier, 0:3 (56., Elfmeter) Stephan Schimandl, 0:4 (80.) Matej Sabadoš, 0:5 (87.) Marko Nikolić | 0:1 (6.) Nedim Muratcehajic, 0:2 (39.) Tobias Meier, 0:3 (56., Elfmeter) Stephan Schimandl, 0:4 (80.) Matej Sabadoš, 0:5 (87.) Marko Nikolić | 0:1 (6.) Nedim Muratcehajic, 0:2 (39.) Tobias Meier, 0:3 (56., Elfmeter) Stephan Schimandl, 0:4 (80.) Matej Sabadoš, 0:5 (87.) Marko Nikolić | 0:1 (6.) Nedim Muratcehajic, 0:2 (39.) Tobias Meier, 0:3 (56., Elfmeter) Stephan Schimandl, 0:4 (80.) Matej Sabadoš, 0:5 (87.) Marko Nikolić |
| 21.07.2023 / 700   | RL | – | 2L | TWL Elektra | – | SKN St. Pölten | 0:3 (0:0) |
| SR: Semler         | Torschützen: | Torschützen: | Torschützen: | 0:1 (76.) Bernd Gschweidl, 0:2 (80.) Bernd Gschweidl, 0:3 (86.) Gerhard Dombaxi | 0:1 (76.) Bernd Gschweidl, 0:2 (80.) Bernd Gschweidl, 0:3 (86.) Gerhard Dombaxi | 0:1 (76.) Bernd Gschweidl, 0:2 (80.) Bernd Gschweidl, 0:3 (86.) Gerhard Dombaxi | 0:1 (76.) Bernd Gschweidl, 0:2 (80.) Bernd Gschweidl, 0:3 (86.) Gerhard Dombaxi |
| 22.07.2023 / 2.480 | RL | – | BL | Favoritner AC | – | TSV Hartberg | 2:3 (0:1) |
| SR: Hameter        | Torschützen: | Torschützen: | Torschützen: | 0:1 (43.) Maximilian Entrup, 0:2 (60.) Maximilian Entrup, 0:3 (78.) Paul Komposch, 1:3 (82.) Arnel Mandalovic, 2:3 (84.) Ali Khodadadzada | 0:1 (43.) Maximilian Entrup, 0:2 (60.) Maximilian Entrup, 0:3 (78.) Paul Komposch, 1:3 (82.) Arnel Mandalovic, 2:3 (84.) Ali Khodadadzada | 0:1 (43.) Maximilian Entrup, 0:2 (60.) Maximilian Entrup, 0:3 (78.) Paul Komposch, 1:3 (82.) Arnel Mandalovic, 2:3 (84.) Ali Khodadadzada | 0:1 (43.) Maximilian Entrup, 0:2 (60.) Maximilian Entrup, 0:3 (78.) Paul Komposch, 1:3 (82.) Arnel Mandalovic, 2:3 (84.) Ali Khodadadzada |
| 22.07.2023 / 600   | RL | – | RL | FC Wolfurt (LC) | – | SV Austria Salzburg (LC) | 0:1 (0:1) |
| SR: Bosnjak        | Torschützen: | Torschützen: | Torschützen: | 0:1 (22.) Lukas Alterdinger | 0:1 (22.) Lukas Alterdinger | 0:1 (22.) Lukas Alterdinger | 0:1 (22.) Lukas Alterdinger |
| 22.07.2023 / 300   | RL | – | 2L | SVG Reichenau | – | FC Dornbirn 1913 | 0:2 (0:1) |
| SR: Ebner          | Torschützen: | Torschützen: | Torschützen: | 0:1 (12.) Marco Wieser, 0:2 (86., Elfmeter) William Rodrigues | 0:1 (12.) Marco Wieser, 0:2 (86., Elfmeter) William Rodrigues | 0:1 (12.) Marco Wieser, 0:2 (86., Elfmeter) William Rodrigues | 0:1 (12.) Marco Wieser, 0:2 (86., Elfmeter) William Rodrigues |
| 22.07.2023 / 250   | LL | – | RL | FV Austria XIII (LC) | – | USV St. Anna | 3:4 n. E. (2:2, 4:4; 4:4) |
| SR: Jandl          | Torschützen: | Torschützen: | Torschützen: | 0:1 (4.) Christoph Kobald, 1:1 (9.) Marlon Buck, 2:1 (42.) Armin Horschinegg, 2:2 (44.) Paul Kiedl, 2:3 (46.) Florian Weiler, 3:3 (48.) Marlon Buck, 3:4 (49.) Paul Kiedl, 4:4 (51.) Luka Kelava                                                                                                  | 0:1 (4.) Christoph Kobald, 1:1 (9.) Marlon Buck, 2:1 (42.) Armin Horschinegg, 2:2 (44.) Paul Kiedl, 2:3 (46.) Florian Weiler, 3:3 (48.) Marlon Buck, 3:4 (49.) Paul Kiedl, 4:4 (51.) Luka Kelava                                                                                                  | 0:1 (4.) Christoph Kobald, 1:1 (9.) Marlon Buck, 2:1 (42.) Armin Horschinegg, 2:2 (44.) Paul Kiedl, 2:3 (46.) Florian Weiler, 3:3 (48.) Marlon Buck, 3:4 (49.) Paul Kiedl, 4:4 (51.) Luka Kelava                                                                                                  | 0:1 (4.) Christoph Kobald, 1:1 (9.) Marlon Buck, 2:1 (42.) Armin Horschinegg, 2:2 (44.) Paul Kiedl, 2:3 (46.) Florian Weiler, 3:3 (48.) Marlon Buck, 3:4 (49.) Paul Kiedl, 4:4 (51.) Luka Kelava                                                                                                  |
| 22.07.2023 / 2.000 | LL | – | BL | SAK Klagenfurt (LC) | – | SK Sturm Graz (C) | 2:7 (1:3) |
| SR: Untergasser    | Torschützen: | Torschützen: | Torschützen: | 0:1 (15.) Szymon Włodarczyk, 0:2 (18.) Otar Kiteischwili, 0:3 (27.) Szymon Włodarczyk, 1:3 (34.) Izidor Kamšek, 1:4 (51.) Jon Gorenc Stankovič, 1:5 (58.) Tomi Horvat, 1:6 (63.) Szymon Włodarczyk, 1:7 (79.) Jakob Jantscher, 2:7 (82.) Kristjan Sredojević                                      | 0:1 (15.) Szymon Włodarczyk, 0:2 (18.) Otar Kiteischwili, 0:3 (27.) Szymon Włodarczyk, 1:3 (34.) Izidor Kamšek, 1:4 (51.) Jon Gorenc Stankovič, 1:5 (58.) Tomi Horvat, 1:6 (63.) Szymon Włodarczyk, 1:7 (79.) Jakob Jantscher, 2:7 (82.) Kristjan Sredojević                                      | 0:1 (15.) Szymon Włodarczyk, 0:2 (18.) Otar Kiteischwili, 0:3 (27.) Szymon Włodarczyk, 1:3 (34.) Izidor Kamšek, 1:4 (51.) Jon Gorenc Stankovič, 1:5 (58.) Tomi Horvat, 1:6 (63.) Szymon Włodarczyk, 1:7 (79.) Jakob Jantscher, 2:7 (82.) Kristjan Sredojević                                      | 0:1 (15.) Szymon Włodarczyk, 0:2 (18.) Otar Kiteischwili, 0:3 (27.) Szymon Włodarczyk, 1:3 (34.) Izidor Kamšek, 1:4 (51.) Jon Gorenc Stankovič, 1:5 (58.) Tomi Horvat, 1:6 (63.) Szymon Włodarczyk, 1:7 (79.) Jakob Jantscher, 2:7 (82.) Kristjan Sredojević                                      |
| 22.07.2023 / 1.000 | RL | – | BL | SPG Silz/Mötz | – | SC Austria Lustenau | 0:8 (0:6) |
| SR: Talic          | Torschützen: | Torschützen: | Torschützen: | 0:1 (15., Elfmeter) Lukas Fridrikas, 0:2 (18.) Lukas Fridrikas, 0:3 (23.) Lukas Fridrikas, 0:4 (23.) Daniel Tiefenbach, 0:5 (42.) Anthony Schmid, 0:6 (44.) Lukas Fridrikas, 0:7 (54.) Namory Cisse, 0:8 (59.) Namory Cisse                                                                       | 0:1 (15., Elfmeter) Lukas Fridrikas, 0:2 (18.) Lukas Fridrikas, 0:3 (23.) Lukas Fridrikas, 0:4 (23.) Daniel Tiefenbach, 0:5 (42.) Anthony Schmid, 0:6 (44.) Lukas Fridrikas, 0:7 (54.) Namory Cisse, 0:8 (59.) Namory Cisse                                                                       | 0:1 (15., Elfmeter) Lukas Fridrikas, 0:2 (18.) Lukas Fridrikas, 0:3 (23.) Lukas Fridrikas, 0:4 (23.) Daniel Tiefenbach, 0:5 (42.) Anthony Schmid, 0:6 (44.) Lukas Fridrikas, 0:7 (54.) Namory Cisse, 0:8 (59.) Namory Cisse                                                                       | 0:1 (15., Elfmeter) Lukas Fridrikas, 0:2 (18.) Lukas Fridrikas, 0:3 (23.) Lukas Fridrikas, 0:4 (23.) Daniel Tiefenbach, 0:5 (42.) Anthony Schmid, 0:6 (44.) Lukas Fridrikas, 0:7 (54.) Namory Cisse, 0:8 (59.) Namory Cisse                                                                       |
| 22.07.2023 / 400   | RL | – | 2L | SV Leobendorf | – | SV Horn | 3:2 n. V. (2:0, 2:2) |
| SR: Harkam         | Torschützen: | Torschützen: | Torschützen: | 1:0 (9., Elfmeter) Marco Miesenböck, 2:0 (32.) Marco Sahanek, 2:1 (53.) Haris Ismailcebioglu, 2:2 (56.) Marco Hausjell, 3:2 (100., Elfmeter) Oliver Pranjic | 1:0 (9., Elfmeter) Marco Miesenböck, 2:0 (32.) Marco Sahanek, 2:1 (53.) Haris Ismailcebioglu, 2:2 (56.) Marco Hausjell, 3:2 (100., Elfmeter) Oliver Pranjic | 1:0 (9., Elfmeter) Marco Miesenböck, 2:0 (32.) Marco Sahanek, 2:1 (53.) Haris Ismailcebioglu, 2:2 (56.) Marco Hausjell, 3:2 (100., Elfmeter) Oliver Pranjic | 1:0 (9., Elfmeter) Marco Miesenböck, 2:0 (32.) Marco Sahanek, 2:1 (53.) Haris Ismailcebioglu, 2:2 (56.) Marco Hausjell, 3:2 (100., Elfmeter) Oliver Pranjic |
| 22.07.2023 / 390   | RL | – | RL | FC Pinzgau Saalfelden | – | SK Bischofshofen | 3:2 (0:2) |
| SR: Rigger         | Torschützen: | Torschützen: | Torschützen: | 0:1 (18.) Bohdan Kuksenko, 0:2 (27.) Said Llambay, 1:2 (47.) João Pedro, 2:2 (49.) Semir Gvozdjar, 3:2 (57.) João Pedro | 0:1 (18.) Bohdan Kuksenko, 0:2 (27.) Said Llambay, 1:2 (47.) João Pedro, 2:2 (49.) Semir Gvozdjar, 3:2 (57.) João Pedro | 0:1 (18.) Bohdan Kuksenko, 0:2 (27.) Said Llambay, 1:2 (47.) João Pedro, 2:2 (49.) Semir Gvozdjar, 3:2 (57.) João Pedro | 0:1 (18.) Bohdan Kuksenko, 0:2 (27.) Said Llambay, 1:2 (47.) João Pedro, 2:2 (49.) Semir Gvozdjar, 3:2 (57.) João Pedro |
| 22.07.2023 / 1.001 | RL | – | BL | SV Wallern | – | FC Blau-Weiß Linz | 1:5 (0:1) |
| SR: Kijas          | Torschützen: | Torschützen: | Torschützen: | 0:1 (32.) Julian Gölles, 1:1 (50.) Philipp Mitter, 1:2 (58.) Ronivaldo, 1:3 (71.) Paul Mensah, 1:4 (82.) Marco Krainz, 1:5 (87.) Mehmet Ibrahimi : Maximilian Straif (Wallern, 81.) | 0:1 (32.) Julian Gölles, 1:1 (50.) Philipp Mitter, 1:2 (58.) Ronivaldo, 1:3 (71.) Paul Mensah, 1:4 (82.) Marco Krainz, 1:5 (87.) Mehmet Ibrahimi : Maximilian Straif (Wallern, 81.) | 0:1 (32.) Julian Gölles, 1:1 (50.) Philipp Mitter, 1:2 (58.) Ronivaldo, 1:3 (71.) Paul Mensah, 1:4 (82.) Marco Krainz, 1:5 (87.) Mehmet Ibrahimi : Maximilian Straif (Wallern, 81.) | 0:1 (32.) Julian Gölles, 1:1 (50.) Philipp Mitter, 1:2 (58.) Ronivaldo, 1:3 (71.) Paul Mensah, 1:4 (82.) Marco Krainz, 1:5 (87.) Mehmet Ibrahimi : Maximilian Straif (Wallern, 81.) |
| 22.07.2023 / 650   | RL | – | 2L | SV Oberwart | – | SV Stripfing | 1:3 (0:0) |
| SR: Simsek         | Torschützen: | Torschützen: | Torschützen: | 0:1 (65.) Darijo Pecirep, 0:2 (88.) Lukas Haubenwaller, 1:2 (90+1.) Patrick Farkas, 1:3 (90+2.) Joshua Steiger | 0:1 (65.) Darijo Pecirep, 0:2 (88.) Lukas Haubenwaller, 1:2 (90+1.) Patrick Farkas, 1:3 (90+2.) Joshua Steiger | 0:1 (65.) Darijo Pecirep, 0:2 (88.) Lukas Haubenwaller, 1:2 (90+1.) Patrick Farkas, 1:3 (90+2.) Joshua Steiger | 0:1 (65.) Darijo Pecirep, 0:2 (88.) Lukas Haubenwaller, 1:2 (90+1.) Patrick Farkas, 1:3 (90+2.) Joshua Steiger |
| 22.07.2023 / 400   | RL | – | RL | Union Gurten | – | VfB Hohenems | 1:0 (1:0) |
| SR: Gadler         | Torschützen: | Torschützen: | Torschützen: | 1:0 (25.) Jakob Kreuzer | 1:0 (25.) Jakob Kreuzer | 1:0 (25.) Jakob Kreuzer | 1:0 (25.) Jakob Kreuzer |
| 22.07.2023 / 600   | RL | – | BL | FC Kufstein | – | Wolfsberger AC | 0:4 (0:2) |
| SR: Jäger          | Torschützen: | Torschützen: | Torschützen: | 0:1 (4.) Bernhard Zimmermann, 0:2 (34.) Dominik Baumgartner, 0:3 (59.) Florian Rieder, 0:4 (80.) Florian Rieder : Stefan Hager (Kufstein, 72.) | 0:1 (4.) Bernhard Zimmermann, 0:2 (34.) Dominik Baumgartner, 0:3 (59.) Florian Rieder, 0:4 (80.) Florian Rieder : Stefan Hager (Kufstein, 72.) | 0:1 (4.) Bernhard Zimmermann, 0:2 (34.) Dominik Baumgartner, 0:3 (59.) Florian Rieder, 0:4 (80.) Florian Rieder : Stefan Hager (Kufstein, 72.) | 0:1 (4.) Bernhard Zimmermann, 0:2 (34.) Dominik Baumgartner, 0:3 (59.) Florian Rieder, 0:4 (80.) Florian Rieder : Stefan Hager (Kufstein, 72.) |
| 22.07.2023 / 1.000 | RL | – | 2L | TuS Bad Gleichenberg | – | Grazer AK | 2:4 (1:3) |
| SR: Lechner        | Torschützen: | Torschützen: | Torschützen: | 1:0 (2., Eigentor) Marco Gantschnig, 1:1 (11.) Benjamin Rosenberger, 1:2 (33.) Daniel Maderner, 1:3 (40.) Michael Lang, 1:4 (48.) Christian Lichtenberger, 2:4 (80.) Sandro Schleich | 1:0 (2., Eigentor) Marco Gantschnig, 1:1 (11.) Benjamin Rosenberger, 1:2 (33.) Daniel Maderner, 1:3 (40.) Michael Lang, 1:4 (48.) Christian Lichtenberger, 2:4 (80.) Sandro Schleich | 1:0 (2., Eigentor) Marco Gantschnig, 1:1 (11.) Benjamin Rosenberger, 1:2 (33.) Daniel Maderner, 1:3 (40.) Michael Lang, 1:4 (48.) Christian Lichtenberger, 2:4 (80.) Sandro Schleich | 1:0 (2., Eigentor) Marco Gantschnig, 1:1 (11.) Benjamin Rosenberger, 1:2 (33.) Daniel Maderner, 1:3 (40.) Michael Lang, 1:4 (48.) Christian Lichtenberger, 2:4 (80.) Sandro Schleich |
| 22.07.2023 / 1.000 | RL | – | BL | SK Vorwärts Steyr | – | SK Austria Klagenfurt | 0:3 (0:1) |
| SR: Pfister        | Torschützen: | Torschützen: | Torschützen: | 0:1 (23.) Jonas Arweiler, 0:2 (63.) Sinan Karweina, 0:3 (71.) Thorsten Mahrer | 0:1 (23.) Jonas Arweiler, 0:2 (63.) Sinan Karweina, 0:3 (71.) Thorsten Mahrer | 0:1 (23.) Jonas Arweiler, 0:2 (63.) Sinan Karweina, 0:3 (71.) Thorsten Mahrer | 0:1 (23.) Jonas Arweiler, 0:2 (63.) Sinan Karweina, 0:3 (71.) Thorsten Mahrer |
| 22.07.2023 / 2.028 | RL | – | 2L | WSC Hertha Wels | – | SV Ried | 1:3 (1:0) |
| SR: Grobelnik      | Torschützen: | Torschützen: | Torschützen: | 1:0 (16., Elfmeter) Erol Zümrüt, 1:1 (71., Elfmeter) Nik Marinšek, 1:2 (72.) Aleksandar Lutovac, 1:3 (90+7.) Gontie Junior Diomandé | 1:0 (16., Elfmeter) Erol Zümrüt, 1:1 (71., Elfmeter) Nik Marinšek, 1:2 (72.) Aleksandar Lutovac, 1:3 (90+7.) Gontie Junior Diomandé | 1:0 (16., Elfmeter) Erol Zümrüt, 1:1 (71., Elfmeter) Nik Marinšek, 1:2 (72.) Aleksandar Lutovac, 1:3 (90+7.) Gontie Junior Diomandé | 1:0 (16., Elfmeter) Erol Zümrüt, 1:1 (71., Elfmeter) Nik Marinšek, 1:2 (72.) Aleksandar Lutovac, 1:3 (90+7.) Gontie Junior Diomandé |
| 22.07.2023 / 2.050 | RL | – | 2L | Kremser SC | – | SKU Amstetten | 2:3 (0:2) |
| SR: Spurny         | Torschützen: | Torschützen: | Torschützen: | 0:1 (24.) Dominik Weixelbraun, 0:2 (45+1.) Thomas Mayer, 1:2 (77.) Simon Temper, 1:3 (84.) Sebastian Kapsamer, 2:3 (88.) Simon Temper | 0:1 (24.) Dominik Weixelbraun, 0:2 (45+1.) Thomas Mayer, 1:2 (77.) Simon Temper, 1:3 (84.) Sebastian Kapsamer, 2:3 (88.) Simon Temper | 0:1 (24.) Dominik Weixelbraun, 0:2 (45+1.) Thomas Mayer, 1:2 (77.) Simon Temper, 1:3 (84.) Sebastian Kapsamer, 2:3 (88.) Simon Temper | 0:1 (24.) Dominik Weixelbraun, 0:2 (45+1.) Thomas Mayer, 1:2 (77.) Simon Temper, 1:3 (84.) Sebastian Kapsamer, 2:3 (88.) Simon Temper |
| 23.07.2023 / 500   | RL | – | 2L | ASK Klagenfurt | – | FC Admira Wacker Mödling | 2:4 n. V. (1:1, 2:2) |
| SR: Schilcher      | Torschützen: | Torschützen: | Torschützen: | 1:0 (30.) Anej Kmetič, 1:1 (33.) Ján Murgaš, 2:1 (67.) Melvin Osmić, 2:2 (88.) Lukas Malicsek, 2:3 (104., Elfmeter) Jakob Tranziska, 2:4 (111.) David Puczka | 1:0 (30.) Anej Kmetič, 1:1 (33.) Ján Murgaš, 2:1 (67.) Melvin Osmić, 2:2 (88.) Lukas Malicsek, 2:3 (104., Elfmeter) Jakob Tranziska, 2:4 (111.) David Puczka | 1:0 (30.) Anej Kmetič, 1:1 (33.) Ján Murgaš, 2:1 (67.) Melvin Osmić, 2:2 (88.) Lukas Malicsek, 2:3 (104., Elfmeter) Jakob Tranziska, 2:4 (111.) David Puczka | 1:0 (30.) Anej Kmetič, 1:1 (33.) Ján Murgaš, 2:1 (67.) Melvin Osmić, 2:2 (88.) Lukas Malicsek, 2:3 (104., Elfmeter) Jakob Tranziska, 2:4 (111.) David Puczka |
| 23.07.2023 / 2.500 | RL | – | BL | SCU Ardagger | – | FC Red Bull Salzburg (M) | 0:6 (0:3) |
| SR: Ristoskov      | Torschützen: | Torschützen: | Torschützen: | 0:1 (10.) Karim Konaté, 0:2 (35.) Karim Konaté, 0:3 (45.) Amar Dedić, 0:4 (52.) Maurits Kjærgaard, 0:5 (65.) Dijon Kameri, 0:6 (85., Eigentor) Franz Kaltenbrunner | 0:1 (10.) Karim Konaté, 0:2 (35.) Karim Konaté, 0:3 (45.) Amar Dedić, 0:4 (52.) Maurits Kjærgaard, 0:5 (65.) Dijon Kameri, 0:6 (85., Eigentor) Franz Kaltenbrunner | 0:1 (10.) Karim Konaté, 0:2 (35.) Karim Konaté, 0:3 (45.) Amar Dedić, 0:4 (52.) Maurits Kjærgaard, 0:5 (65.) Dijon Kameri, 0:6 (85., Eigentor) Franz Kaltenbrunner | 0:1 (10.) Karim Konaté, 0:2 (35.) Karim Konaté, 0:3 (45.) Amar Dedić, 0:4 (52.) Maurits Kjærgaard, 0:5 (65.) Dijon Kameri, 0:6 (85., Eigentor) Franz Kaltenbrunner |
| 23.07.2023 / 400   | LL | – | 2L | ATUS Ferlach | – | DSV Leoben | 0:1 (0:1) |
| SR: Koscielnicki   | Torschützen: | Torschützen: | Torschützen: | 0:1 (13.) Thomas Hirschhofer | 0:1 (13.) Thomas Hirschhofer | 0:1 (13.) Thomas Hirschhofer | 0:1 (13.) Thomas Hirschhofer |
| 23.07.2023 / 700   | LL | – | 2L | SV Haitzendorf (LC) | – | Floridsdorfer AC | 1:3 (0:1) |
| SR: Sampl          | Torschützen: | Torschützen: | Torschützen: | 0:1 (7.) Marcus Maier, 1:1 (70.) Marcel Vittner, 1:2 (80.) Tolga Günes, 1:3 (90+5.) Armand Smrcka | 0:1 (7.) Marcus Maier, 1:1 (70.) Marcel Vittner, 1:2 (80.) Tolga Günes, 1:3 (90+5.) Armand Smrcka | 0:1 (7.) Marcus Maier, 1:1 (70.) Marcel Vittner, 1:2 (80.) Tolga Günes, 1:3 (90+5.) Armand Smrcka | 0:1 (7.) Marcus Maier, 1:1 (70.) Marcel Vittner, 1:2 (80.) Tolga Günes, 1:3 (90+5.) Armand Smrcka |
| 23.07.2023 / 4.500 | RL | – | BL | SR Donaufeld Wien | – | SK Rapid Wien | 0:7 (0:2) |
| SR: Barmaksiz      | Torschützen: | Torschützen: | Torschützen: | 0:1 (6.) Guido Burgstaller, 0:2 (45.) Marco Grüll, 0:3 (72.) Marco Grüll, 0:4 (80.) Fally Mayulu, 0:5 (85.) Oliver Strunz, 0:6 (89.) Roman Kerschbaum, 0:7 (90.) Matthias Seidl | 0:1 (6.) Guido Burgstaller, 0:2 (45.) Marco Grüll, 0:3 (72.) Marco Grüll, 0:4 (80.) Fally Mayulu, 0:5 (85.) Oliver Strunz, 0:6 (89.) Roman Kerschbaum, 0:7 (90.) Matthias Seidl | 0:1 (6.) Guido Burgstaller, 0:2 (45.) Marco Grüll, 0:3 (72.) Marco Grüll, 0:4 (80.) Fally Mayulu, 0:5 (85.) Oliver Strunz, 0:6 (89.) Roman Kerschbaum, 0:7 (90.) Matthias Seidl | 0:1 (6.) Guido Burgstaller, 0:2 (45.) Marco Grüll, 0:3 (72.) Marco Grüll, 0:4 (80.) Fally Mayulu, 0:5 (85.) Oliver Strunz, 0:6 (89.) Roman Kerschbaum, 0:7 (90.) Matthias Seidl |
| Legende:           | BL = Bundesliga (1. Leistungsstufe) – 2L = 2. Liga (2. Leistungsstufe) RL = Regionalliga (3. Leistungsstufe) – LL = Landesliga (4. Leistungsstufe) M = amtierender Meister – C = amtierender Cupsieger – LC = amtierender Landescupsieger n. V. = Nach Verlängerung – i. E. = im Elfmeterschießen | BL = Bundesliga (1. Leistungsstufe) – 2L = 2. Liga (2. Leistungsstufe) RL = Regionalliga (3. Leistungsstufe) – LL = Landesliga (4. Leistungsstufe) M = amtierender Meister – C = amtierender Cupsieger – LC = amtierender Landescupsieger n. V. = Nach Verlängerung – i. E. = im Elfmeterschießen | BL = Bundesliga (1. Leistungsstufe) – 2L = 2. Liga (2. Leistungsstufe) RL = Regionalliga (3. Leistungsstufe) – LL = Landesliga (4. Leistungsstufe) M = amtierender Meister – C = amtierender Cupsieger – LC = amtierender Landescupsieger n. V. = Nach Verlängerung – i. E. = im Elfmeterschießen | BL = Bundesliga (1. Leistungsstufe) – 2L = 2. Liga (2. Leistungsstufe) RL = Regionalliga (3. Leistungsstufe) – LL = Landesliga (4. Leistungsstufe) M = amtierender Meister – C = amtierender Cupsieger – LC = amtierender Landescupsieger n. V. = Nach Verlängerung – i. E. = im Elfmeterschießen | BL = Bundesliga (1. Leistungsstufe) – 2L = 2. Liga (2. Leistungsstufe) RL = Regionalliga (3. Leistungsstufe) – LL = Landesliga (4. Leistungsstufe) M = amtierender Meister – C = amtierender Cupsieger – LC = amtierender Landescupsieger n. V. = Nach Verlängerung – i. E. = im Elfmeterschießen | BL = Bundesliga (1. Leistungsstufe) – 2L = 2. Liga (2. Leistungsstufe) RL = Regionalliga (3. Leistungsstufe) – LL = Landesliga (4. Leistungsstufe) M = amtierender Meister – C = amtierender Cupsieger – LC = amtierender Landescupsieger n. V. = Nach Verlängerung – i. E. = im Elfmeterschießen | BL = Bundesliga (1. Leistungsstufe) – 2L = 2. Liga (2. Leistungsstufe) RL = Regionalliga (3. Leistungsstufe) – LL = Landesliga (4. Leistungsstufe) M = amtierender Meister – C = amtierender Cupsieger – LC = amtierender Landescupsieger n. V. = Nach Verlängerung – i. E. = im Elfmeterschießen |

## 2. Runde
Für die zweite Runde haben sich folgende Mannschaften qualifiziert:
| Bundesliga (12) | 2. Liga (12) | Regionalliga Ost (3)                                    |
| --- | --- | ------------------------------------------------------- |
| - SCR Altach - SK Sturm Graz (C) - TSV Hartberg - SK Austria Klagenfurt - LASK - FC Blau-Weiß Linz - SC Austria Lustenau - FC Red Bull Salzburg (M) - WSG Tirol - FK Austria Wien - SK Rapid Wien - Wolfsberger AC | - SKU Amstetten - FC Dornbirn 1913 - Floridsdorfer AC - Grazer AK - Kapfenberger SV - SV Lafnitz - DSV Leoben - FC Admira Wacker Mödling - SV Ried - SKN St. Pölten - SV Stripfing - First Vienna FC | - ASV Draßburg - SV Leobendorf - FC Marchfeld Donauauen |
| Regionalliga Mitte (2) | Regionalliga West (3) |                                                         |
| - Union Gurten - USV St. Anna | - SC Imst (T-LC) - FC Pinzgau Saalfelden - SV Austria Salzburg (S-LC) |                                                         |

### Auslosungsmodus
Die Auslosung der zweiten Runde erfolgte am 30. Juli durch Stefan Maierhofer. Die Auslosung wurde vom ORF live übertragen.

### Paarungen der 2. Runde
Die Spiele der 2. Runde waren für Dienstag, 26., Mittwoch, 27., und Donnerstag, 28. September 2023 vorgesehen.
| Datum / Zuschauer  | Liga | Liga | Liga | Heimmannschaft | | Gastmannschaft | Ergebnis |
| ------------------ | --- | --- | --- | --- | --- | --- | --- |
| 26.09.2023 / 1.632 | 2L | – | 2L | Grazer AK | – | SV Stripfing | 2:1 (2:0) |
| SR: Leitner        | Torschützen: | Torschützen: | Torschützen: | 1:0 (12.) Miloš Jovičić, 2:0 (45+1.) Miloš Jovičić, 2:1 (48.) Stefan Rakowitz | 1:0 (12.) Miloš Jovičić, 2:0 (45+1.) Miloš Jovičić, 2:1 (48.) Stefan Rakowitz | 1:0 (12.) Miloš Jovičić, 2:0 (45+1.) Miloš Jovičić, 2:1 (48.) Stefan Rakowitz | 1:0 (12.) Miloš Jovičić, 2:0 (45+1.) Miloš Jovičić, 2:1 (48.) Stefan Rakowitz |
| 26.09.2023 / 600   | 2L | – | 2L | FC Dornbirn 1913 | – | SKN St. Pölten | 2:3 n. V. (0:0, 2:2) |
| SR: Pfister        | Torschützen: | Torschützen: | Torschützen: | 1:0 (57.) Ramon Tanque, 1:1 (64.) Din Barlov, 1:2 (74.) Benedict Scharner, 2:2 (90.) Ramon Tanque, 2:3 (94.) Kévin Monzialo | 1:0 (57.) Ramon Tanque, 1:1 (64.) Din Barlov, 1:2 (74.) Benedict Scharner, 2:2 (90.) Ramon Tanque, 2:3 (94.) Kévin Monzialo | 1:0 (57.) Ramon Tanque, 1:1 (64.) Din Barlov, 1:2 (74.) Benedict Scharner, 2:2 (90.) Ramon Tanque, 2:3 (94.) Kévin Monzialo | 1:0 (57.) Ramon Tanque, 1:1 (64.) Din Barlov, 1:2 (74.) Benedict Scharner, 2:2 (90.) Ramon Tanque, 2:3 (94.) Kévin Monzialo |
| 26.09.2023 / 400   | 2L | – | 2L | Kapfenberger SV | – | SV Lafnitz | 1:0 (1:0) |
| SR: Barmaksiz      | Torschützen: | Torschützen: | Torschützen: | 1:0 (15.) Artur Mursa | 1:0 (15.) Artur Mursa | 1:0 (15.) Artur Mursa | 1:0 (15.) Artur Mursa |
| 26.09.2023 / 1.480 | 2L | – | BL | DSV Leoben | – | WSG Tirol | 3:1 (2:0) |
| SR: Greinecker     | Torschützen: | Torschützen: | Torschützen: | 1:0 (20., Elfmeter) Kevin Friesenbichler, 2:0 (22.) Deni Alar, 3:0 (48.) Deni Alar, 3:1 (53.) Nik Prelec | 1:0 (20., Elfmeter) Kevin Friesenbichler, 2:0 (22.) Deni Alar, 3:0 (48.) Deni Alar, 3:1 (53.) Nik Prelec | 1:0 (20., Elfmeter) Kevin Friesenbichler, 2:0 (22.) Deni Alar, 3:0 (48.) Deni Alar, 3:1 (53.) Nik Prelec | 1:0 (20., Elfmeter) Kevin Friesenbichler, 2:0 (22.) Deni Alar, 3:0 (48.) Deni Alar, 3:1 (53.) Nik Prelec |
| 26.09.2023 / 2.000 | 2L | – | BL | SV Ried | – | Wolfsberger AC | 1:2 (0:1) |
| SR: Gmeiner        | Torschützen: | Torschützen: | Torschützen: | 0:1 (43.) Mohamed Bamba, 0:2 (72.) Mohamed Bamba, 1:2 (76.) David Bumberger | 0:1 (43.) Mohamed Bamba, 0:2 (72.) Mohamed Bamba, 1:2 (76.) David Bumberger | 0:1 (43.) Mohamed Bamba, 0:2 (72.) Mohamed Bamba, 1:2 (76.) David Bumberger | 0:1 (43.) Mohamed Bamba, 0:2 (72.) Mohamed Bamba, 1:2 (76.) David Bumberger |
| 26.09.2023 / 1.400 | 2L | – | BL | First Vienna FC | – | SC Austria Lustenau | 2:3 (0:2) |
| SR: Ciochirca      | Torschützen: | Torschützen: | Torschützen: | 0:1 (6.) Nikolai Baden Frederiksen, 0:2 (20.) Nikolai Baden Frederiksen, 1:2 (51.) Bernhard Luxbacher, 1:3 (64., Elfmeter) Torben Rhein, 2:3 (72.) Philipp Ochs                                                                                             | 0:1 (6.) Nikolai Baden Frederiksen, 0:2 (20.) Nikolai Baden Frederiksen, 1:2 (51.) Bernhard Luxbacher, 1:3 (64., Elfmeter) Torben Rhein, 2:3 (72.) Philipp Ochs                                                                                             | 0:1 (6.) Nikolai Baden Frederiksen, 0:2 (20.) Nikolai Baden Frederiksen, 1:2 (51.) Bernhard Luxbacher, 1:3 (64., Elfmeter) Torben Rhein, 2:3 (72.) Philipp Ochs                                                                                             | 0:1 (6.) Nikolai Baden Frederiksen, 0:2 (20.) Nikolai Baden Frederiksen, 1:2 (51.) Bernhard Luxbacher, 1:3 (64., Elfmeter) Torben Rhein, 2:3 (72.) Philipp Ochs                                                                                             |
| 26.09.2023 / 4.101 | RL | – | BL | SV Austria Salzburg (LC) | – | FC Red Bull Salzburg (M) | 0:4 (0:1) |
| SR: Kijas          | Torschützen: | Torschützen: | Torschützen: | 0:1 (8.) Amar Dedić, 0:2 (64.) Forson Amankwah, 0:3 (74.) Forson Amankwah, 0:4 (83.) Strahinja Pavlović | 0:1 (8.) Amar Dedić, 0:2 (64.) Forson Amankwah, 0:3 (74.) Forson Amankwah, 0:4 (83.) Strahinja Pavlović | 0:1 (8.) Amar Dedić, 0:2 (64.) Forson Amankwah, 0:3 (74.) Forson Amankwah, 0:4 (83.) Strahinja Pavlović | 0:1 (8.) Amar Dedić, 0:2 (64.) Forson Amankwah, 0:3 (74.) Forson Amankwah, 0:4 (83.) Strahinja Pavlović |
| 27.09.2023 / 1.752 | RL | – | BL | USV St. Anna | – | FK Austria Wien | 0:4 (0:1) |
| SR: Ristoskov      | Torschützen: | Torschützen: | Torschützen: | 0:1 (31.) Andreas Gruber, 0:2 (67.) Manfred Fischer, 0:3 (78.) Dominik Fitz, 0:4 (90+1.) Reinhold Ranftl | 0:1 (31.) Andreas Gruber, 0:2 (67.) Manfred Fischer, 0:3 (78.) Dominik Fitz, 0:4 (90+1.) Reinhold Ranftl | 0:1 (31.) Andreas Gruber, 0:2 (67.) Manfred Fischer, 0:3 (78.) Dominik Fitz, 0:4 (90+1.) Reinhold Ranftl | 0:1 (31.) Andreas Gruber, 0:2 (67.) Manfred Fischer, 0:3 (78.) Dominik Fitz, 0:4 (90+1.) Reinhold Ranftl |
| 27.09.2023 / 300   | RL | – | BL | FC Marchfeld Donauauen | – | SK Austria Klagenfurt | 2:3 (1:2) |
| SR: Sampl          | Torschützen: | Torschützen: | Torschützen: | 0:1 (4., Elfmeter) Andy Irving, 1:1 (6.) Nicolas Meister, 1:2 (23., Eigentor) Markus Nowotny, 1:3 (60.) Sinan Karweina, 2:3 (80.) Nicolas Meister | 0:1 (4., Elfmeter) Andy Irving, 1:1 (6.) Nicolas Meister, 1:2 (23., Eigentor) Markus Nowotny, 1:3 (60.) Sinan Karweina, 2:3 (80.) Nicolas Meister | 0:1 (4., Elfmeter) Andy Irving, 1:1 (6.) Nicolas Meister, 1:2 (23., Eigentor) Markus Nowotny, 1:3 (60.) Sinan Karweina, 2:3 (80.) Nicolas Meister | 0:1 (4., Elfmeter) Andy Irving, 1:1 (6.) Nicolas Meister, 1:2 (23., Eigentor) Markus Nowotny, 1:3 (60.) Sinan Karweina, 2:3 (80.) Nicolas Meister |
| 27.09.2023 / 1.000 | RL | – | BL | ASV Draßburg | – | FC Blau-Weiß Linz | 0:2 (0:0) |
| SR: Bosnjak        | Torschützen: | Torschützen: | Torschützen: | 0:1 (56.) Stefan Feiertag, 0:2 (78.) Ronivaldo | 0:1 (56.) Stefan Feiertag, 0:2 (78.) Ronivaldo | 0:1 (56.) Stefan Feiertag, 0:2 (78.) Ronivaldo | 0:1 (56.) Stefan Feiertag, 0:2 (78.) Ronivaldo |
| 27.09.2023 / 1.500 | RL | – | BL | SC Imst (LC) | – | LASK | 0:3 (0:1) |
| SR: Rigger         | Torschützen: | Torschützen: | Torschützen: | 0:1 (8.) Felix Luckeneder, 0:2 (71., Elfmeter) Thomas Goiginger, 0:3 (85.) Sanoussy Ba | 0:1 (8.) Felix Luckeneder, 0:2 (71., Elfmeter) Thomas Goiginger, 0:3 (85.) Sanoussy Ba | 0:1 (8.) Felix Luckeneder, 0:2 (71., Elfmeter) Thomas Goiginger, 0:3 (85.) Sanoussy Ba | 0:1 (8.) Felix Luckeneder, 0:2 (71., Elfmeter) Thomas Goiginger, 0:3 (85.) Sanoussy Ba |
| 27.09.2023 / 500   | 2L | – | 2L | SKU Amstetten | – | Floridsdorfer AC | 1:0 n. V. |
| SR: Semler         | Torschützen: | Torschützen: | Torschützen: | 1:0 (113.) Marcel Monsberger | 1:0 (113.) Marcel Monsberger | 1:0 (113.) Marcel Monsberger | 1:0 (113.) Marcel Monsberger |
| 27.09.2023 / 570   | RL | – | BL | FC Pinzgau Saalfelden | – | SCR Altach | 0:2 (0:2) |
| SR: Untergasser    | Torschützen: | Torschützen: | Torschützen: | 0:1 (35.) Amir Abdijanovic, 0:2 (38.) Atdhe Nuhiu | 0:1 (35.) Amir Abdijanovic, 0:2 (38.) Atdhe Nuhiu | 0:1 (35.) Amir Abdijanovic, 0:2 (38.) Atdhe Nuhiu | 0:1 (35.) Amir Abdijanovic, 0:2 (38.) Atdhe Nuhiu |
| 27.09.2023 / 1.500 | RL | – | BL | SV Leobendorf | – | SK Sturm Graz (C) | 0:3 (0:1) |
| SR: Schilcher      | Torschützen: | Torschützen: | Torschützen: | 0:1 (43.) William Bøving, 0:2 (71.) Alexander Prass, 0:3 (90.) David Affengruber | 0:1 (43.) William Bøving, 0:2 (71.) Alexander Prass, 0:3 (90.) David Affengruber | 0:1 (43.) William Bøving, 0:2 (71.) Alexander Prass, 0:3 (90.) David Affengruber | 0:1 (43.) William Bøving, 0:2 (71.) Alexander Prass, 0:3 (90.) David Affengruber |
| 27.09.2023 / 798   | 2L | – | BL | FC Admira Wacker Mödling | – | TSV Hartberg | 0:1 n. V. |
| SR: Weinberger     | Torschützen: | Torschützen: | Torschützen: | 0:1 (103.) Tobias Kainz | 0:1 (103.) Tobias Kainz | 0:1 (103.) Tobias Kainz | 0:1 (103.) Tobias Kainz |
| 27.09.2023 / 5.000 | RL | – | BL | Union Gurten | – | SK Rapid Wien | 2:5 n. V. (1:1, 2:2) |
| SR: Fluch          | Torschützen: | Torschützen: | Torschützen: | 0:1 (18., Elfmeter) Oliver Strunz, 1:1 (37.) Jakob Kreuzer, 2:1 (76.) Fabian Wimmleitner, 2:2 (82.) Matthias Seidl, 2:3 (96., Elfmeter) Marco Grüll, 2:4 (102.) Fally Mayulu, 2:5 (108.) Fally Mayulu                                                       | 0:1 (18., Elfmeter) Oliver Strunz, 1:1 (37.) Jakob Kreuzer, 2:1 (76.) Fabian Wimmleitner, 2:2 (82.) Matthias Seidl, 2:3 (96., Elfmeter) Marco Grüll, 2:4 (102.) Fally Mayulu, 2:5 (108.) Fally Mayulu                                                       | 0:1 (18., Elfmeter) Oliver Strunz, 1:1 (37.) Jakob Kreuzer, 2:1 (76.) Fabian Wimmleitner, 2:2 (82.) Matthias Seidl, 2:3 (96., Elfmeter) Marco Grüll, 2:4 (102.) Fally Mayulu, 2:5 (108.) Fally Mayulu                                                       | 0:1 (18., Elfmeter) Oliver Strunz, 1:1 (37.) Jakob Kreuzer, 2:1 (76.) Fabian Wimmleitner, 2:2 (82.) Matthias Seidl, 2:3 (96., Elfmeter) Marco Grüll, 2:4 (102.) Fally Mayulu, 2:5 (108.) Fally Mayulu                                                       |
| Legende:           | BL = Bundesliga (1. Leistungsstufe) – 2L = 2. Liga (2. Leistungsstufe) RL = Regionalliga (3. Leistungsstufe) M = amtierender Meister – C = amtierender Cupsieger – LC = amtierender Landescupsieger n. V. = Nach Verlängerung – i. E. = im Elfmeterschießen | BL = Bundesliga (1. Leistungsstufe) – 2L = 2. Liga (2. Leistungsstufe) RL = Regionalliga (3. Leistungsstufe) M = amtierender Meister – C = amtierender Cupsieger – LC = amtierender Landescupsieger n. V. = Nach Verlängerung – i. E. = im Elfmeterschießen | BL = Bundesliga (1. Leistungsstufe) – 2L = 2. Liga (2. Leistungsstufe) RL = Regionalliga (3. Leistungsstufe) M = amtierender Meister – C = amtierender Cupsieger – LC = amtierender Landescupsieger n. V. = Nach Verlängerung – i. E. = im Elfmeterschießen | BL = Bundesliga (1. Leistungsstufe) – 2L = 2. Liga (2. Leistungsstufe) RL = Regionalliga (3. Leistungsstufe) M = amtierender Meister – C = amtierender Cupsieger – LC = amtierender Landescupsieger n. V. = Nach Verlängerung – i. E. = im Elfmeterschießen | BL = Bundesliga (1. Leistungsstufe) – 2L = 2. Liga (2. Leistungsstufe) RL = Regionalliga (3. Leistungsstufe) M = amtierender Meister – C = amtierender Cupsieger – LC = amtierender Landescupsieger n. V. = Nach Verlängerung – i. E. = im Elfmeterschießen | BL = Bundesliga (1. Leistungsstufe) – 2L = 2. Liga (2. Leistungsstufe) RL = Regionalliga (3. Leistungsstufe) M = amtierender Meister – C = amtierender Cupsieger – LC = amtierender Landescupsieger n. V. = Nach Verlängerung – i. E. = im Elfmeterschießen | BL = Bundesliga (1. Leistungsstufe) – 2L = 2. Liga (2. Leistungsstufe) RL = Regionalliga (3. Leistungsstufe) M = amtierender Meister – C = amtierender Cupsieger – LC = amtierender Landescupsieger n. V. = Nach Verlängerung – i. E. = im Elfmeterschießen |

## Achtelfinale
Für das Achtelfinale haben sich folgende Mannschaften qualifiziert:
| Bundesliga (11) | 2. Liga (5)                                                                 |
| --- | --------------------------------------------------------------------------- |
| - SCR Altach - SK Sturm Graz (C) - TSV Hartberg - SK Austria Klagenfurt - LASK - FC Blau-Weiß Linz - SC Austria Lustenau - FC Red Bull Salzburg (M) - FK Austria Wien - SK Rapid Wien - Wolfsberger AC | - SKU Amstetten - Grazer AK - Kapfenberger SV - DSV Leoben - SKN St. Pölten |

### Auslosungsmodus
Die Auslosung des Achtelfinales erfolgte am 1. Oktober durch Markus Suttner. Die Auslosung wurde vom ORF live übertragen.

### Paarungen des Achtelfinales
Die Spiele des Achtelfinales waren für Dienstag, 31. Oktober, Mittwoch, 1. November, und Donnerstag, 2. November 2023 vorgesehen.
| Datum / Zuschauer   | Liga | Liga | Liga | Heimmannschaft | | Gastmannschaft | Ergebnis |
| ------------------- | --- | --- | --- | --- | --- | --- | --- |
| 31.10.2023 / 2.200  | 2L | – | BL | DSV Leoben | – | Wolfsberger AC | 5:4 n. E. (0:1, 1:1, 1:1) |
| SR: Weinberger      | Torschützen: | Torschützen: | Torschützen: | 0:1 (40.) Thierno Ballo, 1:1 (55.) Deni Alar | 0:1 (40.) Thierno Ballo, 1:1 (55.) Deni Alar | 0:1 (40.) Thierno Ballo, 1:1 (55.) Deni Alar | 0:1 (40.) Thierno Ballo, 1:1 (55.) Deni Alar |
| 01.11.2023 / 1.519  | 2L | – | BL | SKN St. Pölten | – | SC Austria Lustenau | 4:0 (3:0) |
| SR: Semler          | Torschützen: | Torschützen: | Torschützen: | 1:0 (19.) Din Barlov, 2:0 (25.) Kévin Monzialo, 3:0 (43.) Din Barlov, 4:0 (55., Eigentor) Darijo Grujčić                                                                           | 1:0 (19.) Din Barlov, 2:0 (25.) Kévin Monzialo, 3:0 (43.) Din Barlov, 4:0 (55., Eigentor) Darijo Grujčić                                                                           | 1:0 (19.) Din Barlov, 2:0 (25.) Kévin Monzialo, 3:0 (43.) Din Barlov, 4:0 (55., Eigentor) Darijo Grujčić                                                                           | 1:0 (19.) Din Barlov, 2:0 (25.) Kévin Monzialo, 3:0 (43.) Din Barlov, 4:0 (55., Eigentor) Darijo Grujčić                                                                           |
| 01.11.2023 / 2.400  | 2L | – | BL | Kapfenberger SV | – | LASK | 5:6 n. E. (0:0) |
| SR: Talic           | Torschützen: | Torschützen: | Torschützen: | | | | |
| 01.11.2023 / 11.223 | BL | – | BL | FK Austria Wien | – | SK Austria Klagenfurt | 1:0 (1:0) |
| SR: Jäger           | Torschützen: | Torschützen: | Torschützen: | 1:0 (24.) Fisnik Asllani | 1:0 (24.) Fisnik Asllani | 1:0 (24.) Fisnik Asllani | 1:0 (24.) Fisnik Asllani |
| 01.11.2023 / 2.900  | BL | – | BL | TSV Hartberg | – | FC Red Bull Salzburg (M) | 4:5 n. E. (0:0, 1:1, 1:1) |
| SR: Altmann         | Torschützen: | Torschützen: | Torschützen: | 1:0 (67.) Maximilian Entrup, 1:1 (77.) Petar Ratkov | 1:0 (67.) Maximilian Entrup, 1:1 (77.) Petar Ratkov | 1:0 (67.) Maximilian Entrup, 1:1 (77.) Petar Ratkov | 1:0 (67.) Maximilian Entrup, 1:1 (77.) Petar Ratkov |
| 01.11.2023 / 2.620  | 2L | – | BL | SKU Amstetten | – | SK Rapid Wien | 1:5 (0:2) |
| SR: Harkam          | Torschützen: | Torschützen: | Torschützen: | 0:1 (30., Elfmeter) Marco Grüll, 0:2 (39.) Nicolas Kühn, 0:3 (54.) Roman Kerschbaum, 0:4 (57.) Marco Grüll, 1:4 (63.) Dominik Starkl, 1:5 (85.) Fally Mayulu                       | 0:1 (30., Elfmeter) Marco Grüll, 0:2 (39.) Nicolas Kühn, 0:3 (54.) Roman Kerschbaum, 0:4 (57.) Marco Grüll, 1:4 (63.) Dominik Starkl, 1:5 (85.) Fally Mayulu                       | 0:1 (30., Elfmeter) Marco Grüll, 0:2 (39.) Nicolas Kühn, 0:3 (54.) Roman Kerschbaum, 0:4 (57.) Marco Grüll, 1:4 (63.) Dominik Starkl, 1:5 (85.) Fally Mayulu                       | 0:1 (30., Elfmeter) Marco Grüll, 0:2 (39.) Nicolas Kühn, 0:3 (54.) Roman Kerschbaum, 0:4 (57.) Marco Grüll, 1:4 (63.) Dominik Starkl, 1:5 (85.) Fally Mayulu                       |
| 02.11.2023 / 2.549  | BL | – | BL | SCR Altach | – | FC Blau-Weiß Linz | 2:0 (1:0) |
| SR: Gishammer       | Torschützen: | Torschützen: | Torschützen: | 1:0 (33.) Lukas Gugganig, 2:0 (73.) Dominik Reiter | 1:0 (33.) Lukas Gugganig, 2:0 (73.) Dominik Reiter | 1:0 (33.) Lukas Gugganig, 2:0 (73.) Dominik Reiter | 1:0 (33.) Lukas Gugganig, 2:0 (73.) Dominik Reiter |
| 02.11.2023 / 16.500 | 2L | – | BL | Grazer AK | – | SK Sturm Graz (C) | 2:3 (2:1) |
| SR: Lechner         | Torschützen: | Torschützen: | Torschützen: | 0:1 (5.) Gregory Wüthrich, 1:1 (31.) Michael Cheukoua, 2:1 (38.) Yannick Oberleitner, 2:2 (58., Eigentor) Yannick Oberleitner, 2:3 (84.) Bryan Teixeira                            | 0:1 (5.) Gregory Wüthrich, 1:1 (31.) Michael Cheukoua, 2:1 (38.) Yannick Oberleitner, 2:2 (58., Eigentor) Yannick Oberleitner, 2:3 (84.) Bryan Teixeira                            | 0:1 (5.) Gregory Wüthrich, 1:1 (31.) Michael Cheukoua, 2:1 (38.) Yannick Oberleitner, 2:2 (58., Eigentor) Yannick Oberleitner, 2:3 (84.) Bryan Teixeira                            | 0:1 (5.) Gregory Wüthrich, 1:1 (31.) Michael Cheukoua, 2:1 (38.) Yannick Oberleitner, 2:2 (58., Eigentor) Yannick Oberleitner, 2:3 (84.) Bryan Teixeira                            |
| Legende:            | BL = Bundesliga (1. Leistungsstufe) – 2L = 2. Liga (2. Leistungsstufe) M = amtierender Meister – C = amtierender Cupsieger n. V. = Nach Verlängerung – i. E. = im Elfmeterschießen | BL = Bundesliga (1. Leistungsstufe) – 2L = 2. Liga (2. Leistungsstufe) M = amtierender Meister – C = amtierender Cupsieger n. V. = Nach Verlängerung – i. E. = im Elfmeterschießen | BL = Bundesliga (1. Leistungsstufe) – 2L = 2. Liga (2. Leistungsstufe) M = amtierender Meister – C = amtierender Cupsieger n. V. = Nach Verlängerung – i. E. = im Elfmeterschießen | BL = Bundesliga (1. Leistungsstufe) – 2L = 2. Liga (2. Leistungsstufe) M = amtierender Meister – C = amtierender Cupsieger n. V. = Nach Verlängerung – i. E. = im Elfmeterschießen | BL = Bundesliga (1. Leistungsstufe) – 2L = 2. Liga (2. Leistungsstufe) M = amtierender Meister – C = amtierender Cupsieger n. V. = Nach Verlängerung – i. E. = im Elfmeterschießen | BL = Bundesliga (1. Leistungsstufe) – 2L = 2. Liga (2. Leistungsstufe) M = amtierender Meister – C = amtierender Cupsieger n. V. = Nach Verlängerung – i. E. = im Elfmeterschießen | BL = Bundesliga (1. Leistungsstufe) – 2L = 2. Liga (2. Leistungsstufe) M = amtierender Meister – C = amtierender Cupsieger n. V. = Nach Verlängerung – i. E. = im Elfmeterschießen |

## Viertelfinale
Für das Viertelfinale haben sich folgende Mannschaften qualifiziert:
| Bundesliga (6)                                                                                       | 2. Liga (2)                   |
| --- | ----------------------------- |
| - SCR Altach - SK Sturm Graz (C) - LASK - FC Red Bull Salzburg (M) - FK Austria Wien - SK Rapid Wien | - DSV Leoben - SKN St. Pölten |

### Auslosungsmodus
Die Auslosung des Achtelfinales erfolgte am 5. November 2023 durch die ORF-Moderatorin Madeleine Gromann und wurde vom ORF live übertragen.

### Paarungen des Viertelfinales
Die Spiele des Viertelfinales waren für Freitag 9., Samstag, 10., und Sonntag, 11. Februar 2024 vorgesehen, fanden schließlich aber eine Woche früher statt.
| Datum / Zuschauer   | Liga | Liga | Liga | Heimmannschaft | | Gastmannschaft | Ergebnis |
| ------------------- | --- | --- | --- | --- | --- | --- | --- |
| 02.02.2024 / 14.700 | BL | – | BL | LASK | – | FC Red Bull Salzburg (M) | 2:3 (1:2) |
| SR: Weinberger      | Torschützen: | Torschützen: | Torschützen: | 0:1 (16.) Lucas Gourna-Douath, 1:1 (18.) Marin Ljubičić, 1:2 (28.) Fernando, 1:3 (51.) Fernando, 2:3 (90+4.) Sascha Horvath                                                        | 0:1 (16.) Lucas Gourna-Douath, 1:1 (18.) Marin Ljubičić, 1:2 (28.) Fernando, 1:3 (51.) Fernando, 2:3 (90+4.) Sascha Horvath                                                        | 0:1 (16.) Lucas Gourna-Douath, 1:1 (18.) Marin Ljubičić, 1:2 (28.) Fernando, 1:3 (51.) Fernando, 2:3 (90+4.) Sascha Horvath                                                        | 0:1 (16.) Lucas Gourna-Douath, 1:1 (18.) Marin Ljubičić, 1:2 (28.) Fernando, 1:3 (51.) Fernando, 2:3 (90+4.) Sascha Horvath                                                        |
| 02.02.2024 / 12.025 | BL | – | BL | SK Sturm Graz (C) | – | FK Austria Wien | 2:0 (2:0) |
| SR: Jäger           | Torschützen: | Torschützen: | Torschützen: | 1:0 (9.) Tomi Horvat, 2:0 (45+8.) Mika Biereth | 1:0 (9.) Tomi Horvat, 2:0 (45+8.) Mika Biereth | 1:0 (9.) Tomi Horvat, 2:0 (45+8.) Mika Biereth | 1:0 (9.) Tomi Horvat, 2:0 (45+8.) Mika Biereth |
| 03.02.2024 / 3.450  | 2L | – | BL | DSV Leoben | – | SCR Altach | 2:1 (1:1) |
| SR: Spurny          | Torschützen: | Torschützen: | Torschützen: | 1:0 (9.) Deni Alar, 1:1 (25.) Constantin Reiner, 2:1 (88.) Deni Alar | 1:0 (9.) Deni Alar, 1:1 (25.) Constantin Reiner, 2:1 (88.) Deni Alar | 1:0 (9.) Deni Alar, 1:1 (25.) Constantin Reiner, 2:1 (88.) Deni Alar | 1:0 (9.) Deni Alar, 1:1 (25.) Constantin Reiner, 2:1 (88.) Deni Alar |
| 04.02.2024 / 15.200 | BL | – | 2L | SK Rapid Wien | – | SKN St. Pölten | 3:1 (1:1) |
| SR: Harkam          | Torschützen: | Torschützen: | Torschützen: | 0:1 (11., Elfmeter) Stefan Nutz, 1:1 (35., Elfmeter) Marco Grüll, 2:1 (77., Eigentor) Christian Ramsebner, 3:1 (90+3.) Matthias Seidl                                              | 0:1 (11., Elfmeter) Stefan Nutz, 1:1 (35., Elfmeter) Marco Grüll, 2:1 (77., Eigentor) Christian Ramsebner, 3:1 (90+3.) Matthias Seidl                                              | 0:1 (11., Elfmeter) Stefan Nutz, 1:1 (35., Elfmeter) Marco Grüll, 2:1 (77., Eigentor) Christian Ramsebner, 3:1 (90+3.) Matthias Seidl                                              | 0:1 (11., Elfmeter) Stefan Nutz, 1:1 (35., Elfmeter) Marco Grüll, 2:1 (77., Eigentor) Christian Ramsebner, 3:1 (90+3.) Matthias Seidl                                              |
| Legende:            | BL = Bundesliga (1. Leistungsstufe) – 2L = 2. Liga (2. Leistungsstufe) M = amtierender Meister – C = amtierender Cupsieger n. V. = Nach Verlängerung – i. E. = im Elfmeterschießen | BL = Bundesliga (1. Leistungsstufe) – 2L = 2. Liga (2. Leistungsstufe) M = amtierender Meister – C = amtierender Cupsieger n. V. = Nach Verlängerung – i. E. = im Elfmeterschießen | BL = Bundesliga (1. Leistungsstufe) – 2L = 2. Liga (2. Leistungsstufe) M = amtierender Meister – C = amtierender Cupsieger n. V. = Nach Verlängerung – i. E. = im Elfmeterschießen | BL = Bundesliga (1. Leistungsstufe) – 2L = 2. Liga (2. Leistungsstufe) M = amtierender Meister – C = amtierender Cupsieger n. V. = Nach Verlängerung – i. E. = im Elfmeterschießen | BL = Bundesliga (1. Leistungsstufe) – 2L = 2. Liga (2. Leistungsstufe) M = amtierender Meister – C = amtierender Cupsieger n. V. = Nach Verlängerung – i. E. = im Elfmeterschießen | BL = Bundesliga (1. Leistungsstufe) – 2L = 2. Liga (2. Leistungsstufe) M = amtierender Meister – C = amtierender Cupsieger n. V. = Nach Verlängerung – i. E. = im Elfmeterschießen | BL = Bundesliga (1. Leistungsstufe) – 2L = 2. Liga (2. Leistungsstufe) M = amtierender Meister – C = amtierender Cupsieger n. V. = Nach Verlängerung – i. E. = im Elfmeterschießen |

## Halbfinale
Für das Halbfinale haben sich folgende Mannschaften qualifiziert:
| Bundesliga (3)                                                 | 2. Liga (1)  |
| -------------------------------------------------------------- | ------------ |
| - SK Sturm Graz (C) - FC Red Bull Salzburg (M) - SK Rapid Wien | - DSV Leoben |

### Auslosungsmodus
Die Auslosung des Halbfinales erfolgte am 11. Februar 2024 durch die Snowboarder Sabine Schöffmann und Benjamin Karl wurde von ORF 1 live übertragen.

### Paarungen des Halbfinales
Die Spiele des Halbfinales waren für Dienstag, 2., Mittwoch, 3., und Donnerstag, 4. April 2024 vorgesehen.
| Datum / Zuschauer   | Liga | Liga | Liga | Heimmannschaft | | Gastmannschaft | Ergebnis |
| ------------------- | --- | --- | --- | --- | --- | --- | --- |
| 03.04.2024 / 8.450  | 2L | – | BL | DSV Leoben | – | SK Rapid Wien | 0:3 (0:2) |
| SR: Hameter         | Torschützen: | Torschützen: | Torschützen: | 0:1 (27., Eigentor) Drini Halili, 0:2 (42.) Christoph Lang, 0:3 (90+2.) Fally Mayulu                                                                                               | 0:1 (27., Eigentor) Drini Halili, 0:2 (42.) Christoph Lang, 0:3 (90+2.) Fally Mayulu                                                                                               | 0:1 (27., Eigentor) Drini Halili, 0:2 (42.) Christoph Lang, 0:3 (90+2.) Fally Mayulu                                                                                               | 0:1 (27., Eigentor) Drini Halili, 0:2 (42.) Christoph Lang, 0:3 (90+2.) Fally Mayulu                                                                                               |
| 04.04.2024 / 11.494 | BL | – | BL | FC Red Bull Salzburg (M) | – | SK Sturm Graz (C) | 3:4 (1:1) |
| SR: Altmann         | Torschützen: | Torschützen: | Torschützen: | 1:0 (12.) Oumar Solet, 1:1 (25.) William Bøving, 1:2 (52.) Tomi Horvat, 1:3 (72.) David Schnegg, 2:3 (80.) Luka Sučić, 2:4 (81.) Niklas Geyrhofer, 3:4 (90.) Aleksa Terzić         | 1:0 (12.) Oumar Solet, 1:1 (25.) William Bøving, 1:2 (52.) Tomi Horvat, 1:3 (72.) David Schnegg, 2:3 (80.) Luka Sučić, 2:4 (81.) Niklas Geyrhofer, 3:4 (90.) Aleksa Terzić         | 1:0 (12.) Oumar Solet, 1:1 (25.) William Bøving, 1:2 (52.) Tomi Horvat, 1:3 (72.) David Schnegg, 2:3 (80.) Luka Sučić, 2:4 (81.) Niklas Geyrhofer, 3:4 (90.) Aleksa Terzić         | 1:0 (12.) Oumar Solet, 1:1 (25.) William Bøving, 1:2 (52.) Tomi Horvat, 1:3 (72.) David Schnegg, 2:3 (80.) Luka Sučić, 2:4 (81.) Niklas Geyrhofer, 3:4 (90.) Aleksa Terzić         |
| Legende:            | BL = Bundesliga (1. Leistungsstufe) – 2L = 2. Liga (2. Leistungsstufe) M = amtierender Meister – C = amtierender Cupsieger n. V. = Nach Verlängerung – i. E. = im Elfmeterschießen | BL = Bundesliga (1. Leistungsstufe) – 2L = 2. Liga (2. Leistungsstufe) M = amtierender Meister – C = amtierender Cupsieger n. V. = Nach Verlängerung – i. E. = im Elfmeterschießen | BL = Bundesliga (1. Leistungsstufe) – 2L = 2. Liga (2. Leistungsstufe) M = amtierender Meister – C = amtierender Cupsieger n. V. = Nach Verlängerung – i. E. = im Elfmeterschießen | BL = Bundesliga (1. Leistungsstufe) – 2L = 2. Liga (2. Leistungsstufe) M = amtierender Meister – C = amtierender Cupsieger n. V. = Nach Verlängerung – i. E. = im Elfmeterschießen | BL = Bundesliga (1. Leistungsstufe) – 2L = 2. Liga (2. Leistungsstufe) M = amtierender Meister – C = amtierender Cupsieger n. V. = Nach Verlängerung – i. E. = im Elfmeterschießen | BL = Bundesliga (1. Leistungsstufe) – 2L = 2. Liga (2. Leistungsstufe) M = amtierender Meister – C = amtierender Cupsieger n. V. = Nach Verlängerung – i. E. = im Elfmeterschießen | BL = Bundesliga (1. Leistungsstufe) – 2L = 2. Liga (2. Leistungsstufe) M = amtierender Meister – C = amtierender Cupsieger n. V. = Nach Verlängerung – i. E. = im Elfmeterschießen |

## Endspiel
Im Finale am 1. Mai 2024 in Klagenfurt setzte sich Sturm Graz durch.
| Paarung                   | SK Sturm Graz – SK Rapid Wien |
| Ergebnis                  | 2:1 (0:1) |
| Datum                     | 1. Mai 2024 |
| Stadion                   | Wörthersee Stadion, Klagenfurt am Wörthersee |
| Zuschauer                 | 30.000 |
| Schiedsrichter            | Sebastian Gishamer |
| Schiedsrichterassistenten | Santino Schreiner, Alexander Borucki |
| Vierter Offizieller       | Walter Altmann |
| Tore                      | 0:1 Seidl (43.), 1:1 Querfeld (50., Eigentor), 2:1 Horvat (81.) |
| SK Sturm Graz             | Vítězslav Jaroš – David Schnegg, David Affengruber, Gregory Wüthrich, Jusuf Gazibegović – Jon Gorenc Stankovič – Alexander Prass (73. Dimitri Lavalée), Otar Kiteischwili, Tomi Horvat (89. Stefan Hierländer) – Seedy Jatta (60. William Bøving), Mika Biereth Cheftrainer: Christian Ilzer       |
| SK Rapid Wien             | Niklas Hedl – Jonas Auer (15. Moritz Oswald), Leopold Querfeld, Nenad Cvetković (71. Terence Kongolo), Neraysho Kasanwirjo – Lukas Grgic (87. Furkan Dursun), Nikolas Sattlberger (71. Roman Kerschbaum) – Marco Grüll, Matthias Seidl, Isak Jansson – Guido Burgstaller Cheftrainer: Robert Klauß |
| Gelbe Karten              | Biereth (39.), Lavalée (90.+2') – Cvetković (23.), Kasanwirjo (82.), Grüll (84.), Oswald (88.) |